# Umberto Chiacchio

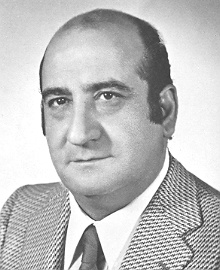
Umberto Chiacchio (1972)

Umberto Chiacchio (Grumo Nevano, 8 de fevereiro de 1930 – Giugliano in Campania, 18 de outubro de 2001) foi um empresário e político neofascista italiano.

## Biografia
Era um conhecido empresário, gerente da Italgest, foi eleito nas eleições de 1972 no Movimento Sociale Italiano e foi presidente da comissão de finanças.

## Na cultura popular
Foi mencionado no livro Il Monolite, de Paolo Itri.
1. ↑  «CHIACCHIO Umberto - La Camera dei Deputati»